# Малая Пурга
Малая Пурга́ (удм. Пичи Пурга) — село в Удмуртии, административный центр Малопургинского района.

## География
Село расположено на юге республики, в 35 км от центра столицы — города Ижевск, на границе с Татарстаном. Ближайшая железнодорожная станция — Агрыз, находится в 4 км к югу от села.

## История
Приход села Пургинское открыт в 1859 году, к 1860 году строительство деревянной церкви закончено и 12 декабря храм освящён в честь Архистратига Михаила. Со временем храм обветшал и в 1902 году ему на смену построена каменная церковь, освящённая 3 января 1902 года.
В 1921 году в связи с образованием Вотской АО, село в составе Малопургинской волости передано из Сарапульского уезда Вятской губернии в состав Ижевского уезда новой области. В 1929 году при разделе Ижевского уезда образован Малопургинский район, село становится районным центром. 1 февраля 1963 года район временно был ликвидирован и село 2 года, до 12 января 1965 года, входило в состав Ижевского сельского района.

## Население
| 1959  | 1970  | 1979  | 1989  | 2002  | 2009  | 2010  |
| ----- | ----- | ----- | ----- | ----- | ----- | ----- |
| 2191  | ↗2756 | ↗4389 | ↗6163 | ↗6879 | ↗7647 | ↗7711 |
| 2012  | 2021  |       |       |       |       |       |
| ↗7768 | ↘7604 |       |       |       |       |       |

## Экономика
- Предприятие «Агростройснаб»
- Предприятие «Луч»
- Малопургинский сельлесхоз
- Транснефть
- Предприятие «Малаяпургагропромэнерго»
- "Удмуртавтодор"
- ООО Сухарев молоко
- ООО Южныеэлектросети
- Автосервис на Садовой улице 2А

## Транспорт
В Малую Пургу можно добраться на пригородном автобусе № 323 от Центральной мечети в Ижевске, который следует в пункт назначения по можгинскому тракту.

## Образование
В селе имеются:
- Три детских сада («Колокольчик», «Италмас» и «Росинка»)
- Средняя общеобразовательная школа № 1
- Гимназия
- Малопургинская детско-юношеская спортивная школа
- Малопургинский Центр образования
- Малопургинский Центр детского творчества
- Центр эстетического воспитания детей «Пурга кизилиос»
- Молодёжный центр «Каскад»
- Районный Дом культуры
- Школа искусств
- Музыкальная школа
- Театральная студия "БЛЕСК"
- Библиотека

## Здравоохранение
- Центральная районная больница
- Детская поликлиника